# Igal
Igal is een plaats (nagyközség) en gemeente in het Hongaarse comitaat Somogy. Igal telt 1336 inwoners (2001).

## Geschiedenis
Igal was al in de 13e eeuw bekend. Volgens het certificaat van schenking werd Igal-puszta (Hongaars voor 'vlakte') door Koning Istvan geschonken aan de nonnen van het eiland Margit.

## Bezienswaardigheden

### Medicinaalbad in Igal
Het thermaal-medicinaal bad van Igal bestaat uit 2 openlucht- thermaalbaden van 33-36 graden, Twee binnenbaden van 32 en 34 graden. Daarnaast zijn drie kinderzwembaden van 30 graden en op de heuvelflank bevinden zich glijbanen. Voor baantjes zwemmen in wat minder warm water is er het baantjesbad. Wie wil zwemmen in warmer water kan het ernaast gelegen diepe warme bad nemen. Ook is er een sauna.

### Kerk van Sint Anna
De kerk heeft een 13 register orgel, gebouwd door Sándor Orszag in Boedapest in 1883. Er is een gebeeldhouwd hoofdaltaar en een preekstoel met de standbeelden.
De kunstenaar van het hoofdaltaar is onbekend. De hoofdfiguur van het schilderij is Sint Anna, tevens de patroonheilige van de kerk. Naast de Sint Anna is haar man Saint Joachim en hun dochter het kind Heilige Maagd.